# リサー・ナド・ラベム - ミロヴィツェ線
リサー・ナド・ラベム - ミロヴィツェ線（チェコ語: Železniční trať Lysá nad Labem – Milovice）は、チェコ鉄道の鉄道線の名称である。路線番号は232。
1921年、チェコ国鉄の路線として開業した。

## 運行形態

### 普通
231号線と直通するプラハ～リサー～ミロヴィツェの系統と、線内のみの便が交互に運行され、合計毎時2本の運行となる。線内のみの便は231号線のプラハ方面と接続する。休日に限り231号線から直通する、コリーン→リサー→ミロヴィツェの系統が1日1便運行される。

### 過去の運行列車
2016年以前は、年3日、旧型客車で運行される「ポラブスキー・モトラーチェク」号が、1日2往復運行されていた。ミロヴィツェ - リサー - モホフ間、ミロヴィツェ - リサー - ムニェルニーク間に1往復ずつ運行され、それぞれ231号線、072号線に直通していた。

## 駅一覧
以下では、チェコ国鉄232号線の駅と営業キロ、停車列車、接続路線などを一覧表で示す。なお、全て各駅停車である。
| 路線名 | 駅名                   | 累計営業キロ | 接続路線         | 所在地         | 所在地       |
| ------ | ---------------------- | ------------ | ---------------- | -------------- | ------------ |
| 226    | リサー・ナド・ラベム駅 | 0.0          | 072号線、231号線 | 中央ボヘミア州 | ニンブルク郡 |
| 226    | ミロヴィツェ駅         | 5.5          |                  | 中央ボヘミア州 | ニンブルク郡 |